# Anna Maria Alberghetti

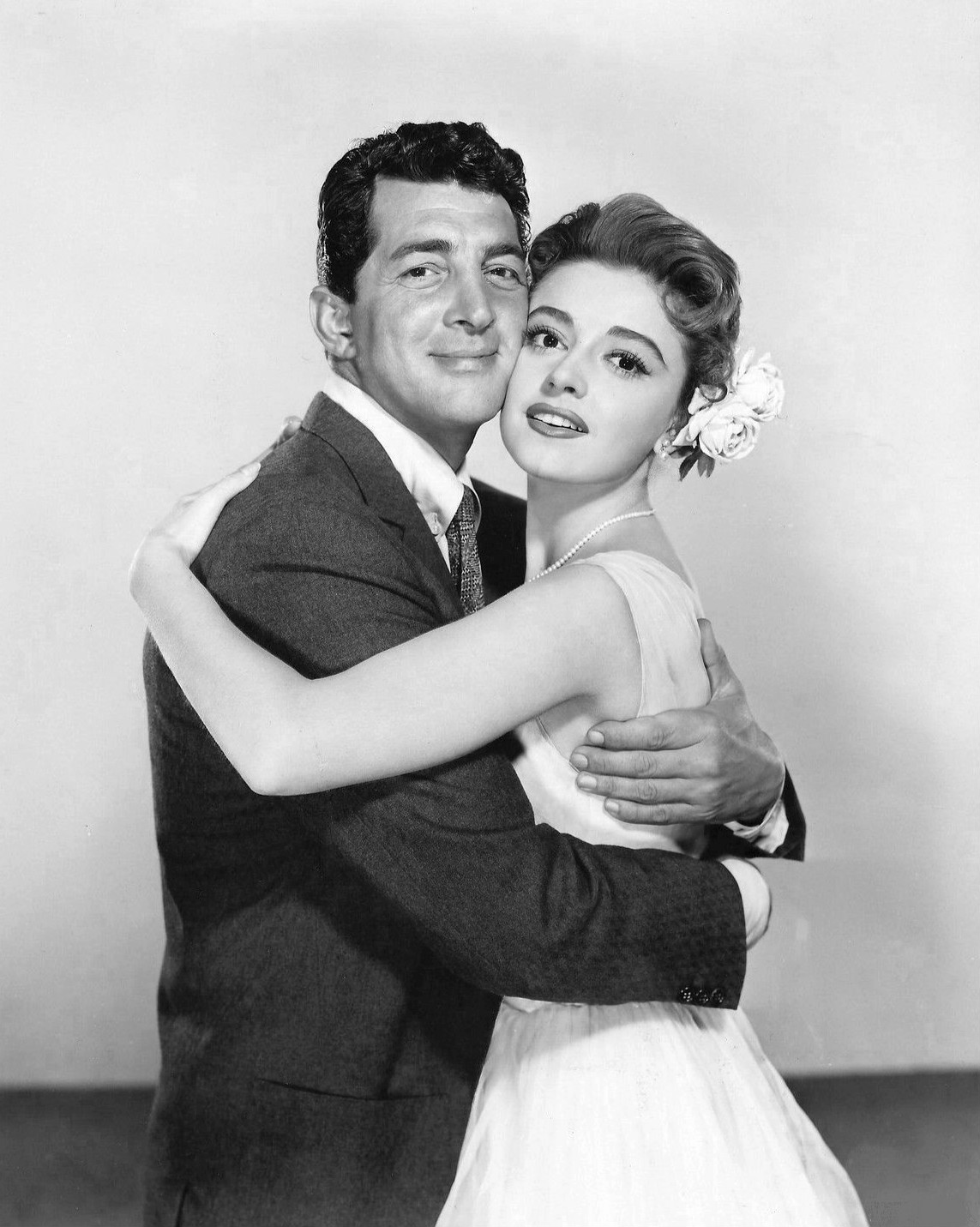
Avec Dean Martin, dans Dix mille chambres à coucher (1957, photo promotionnelle)

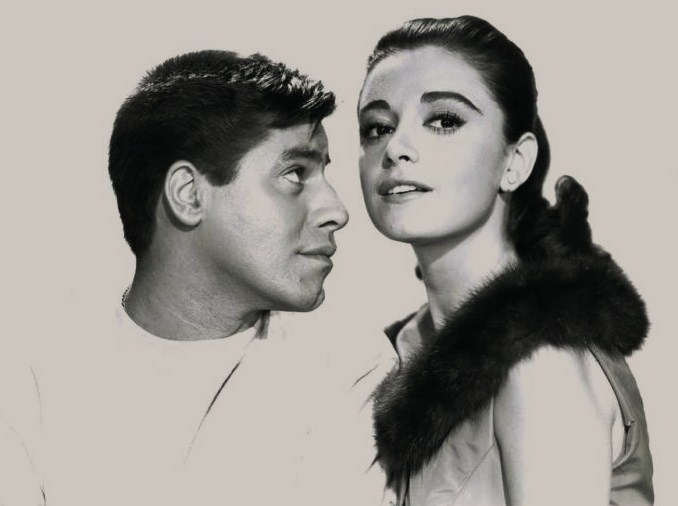
Avec Jerry Lewis, dans Cendrillon aux grands pieds (1960, photo promotionnelle)

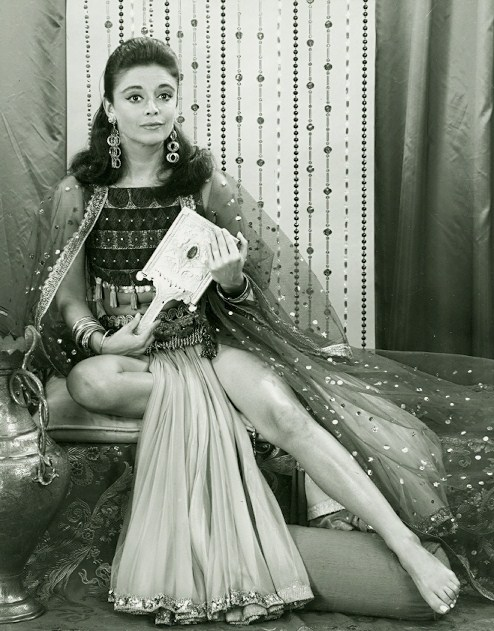
Dans Kismet (1967, photo promotionnelle)

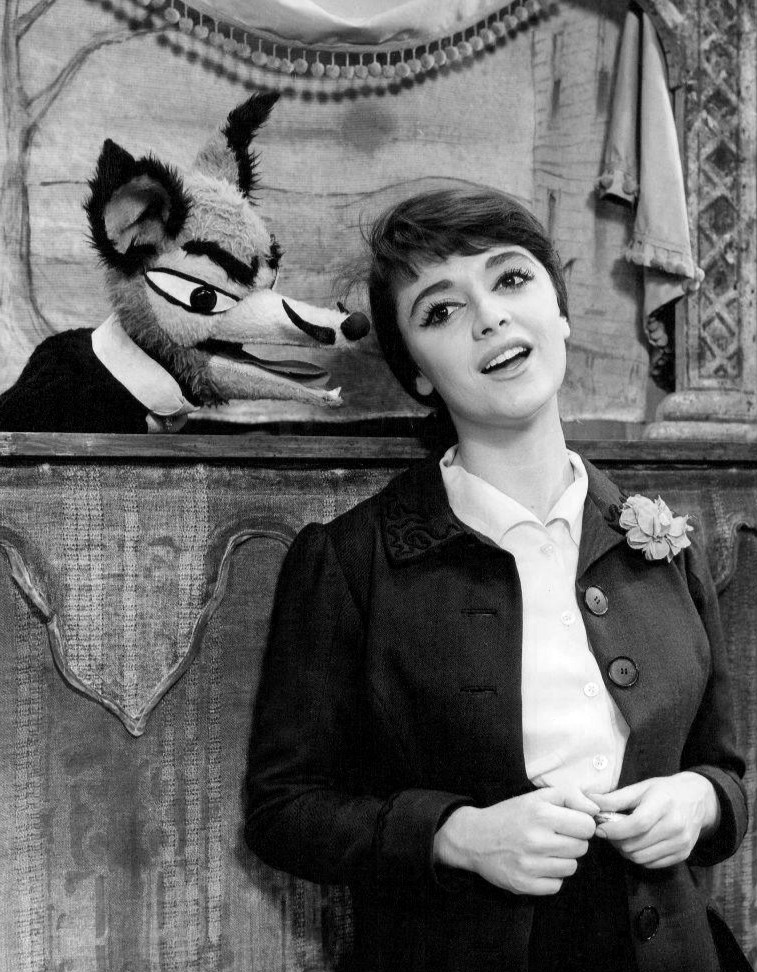
Dans Carnival (1961, photo promotionnelle)

Anna Maria Alberghetti, née le 15 mai 1936 à Pesaro (Marches), est une actrice et chanteuse italienne et américaine.

## Biographie
En raison de la Seconde Guerre mondiale, son père (chanteur d'opéra et violoncelliste), sa mère (pianiste) et elle émigrent au début des années 1940 aux États-Unis, où ils s'installent définitivement. Après avoir débuté comme chanteuse (dans le registre de soprano) dès l'enfance, Anna Maria Alberghetti apparaît au cinéma dans l'opéra filmé The Medium (coproduction américano-italienne réalisée par son compositeur, Gian Carlo Menotti), puis dans la comédie Si l'on mariait papa de Frank Capra (avec Bing Crosby et Jane Wyman) ; ces deux premiers films sortent en 1951.
Suivent six autres films américains, dont le western Quand le clairon sonnera de Frank Lloyd (1955, avec Sterling Hayden et Richard Carlson) et Cendrillon aux grands pieds de Frank Tashlin (son antépénultième film, 1960, avec Jerry Lewis et Ed Wynn). Ses deux derniers films — à ce jour — sortent en 2001 (l'ultime est une coproduction américano-canadienne).
Pour la télévision (outre des prestations comme elle-même), Anna Maria Alberghetti contribue à dix-sept séries de 1954 à 1970, dont La Grande Caravane (un épisode, 1959) et Échec et mat (un épisode, 1960).
S'y ajoutent trois téléfilms musicaux, les deux premiers diffusés en 1958, dont Aladdin (en) de Ralph Nelson (avec Sal Mineo dans le rôle-titre et Geoffrey Holder personnifiant le génie), sur une musique et des lyrics de Cole Porter et un livret de S.J. Perelman. Le troisième est Kismet (avec José Ferrer et George Chakiris), diffusé en 1967.
Par ailleurs, Anna Maria Alberghetti poursuit une carrière de chanteuse, en concert, à la radio, à la télévision et au disque, ainsi qu'au théâtre, principalement dans des comédies musicales.
Fait notable, elle crée à Broadway (New York) le rôle de Lili, aux côtés de James Mitchell et Jerry Orbach, dans la comédie musicale avec marionnettes Carnival (en) (basée sur le film Lili de 1953), représentée 719 fois d'avril 1961 à janvier 1963. Cette interprétation lui permet de gagner en 1962 le Tony Award (partagé avec Diahann Carroll) de la meilleure actrice dans une comédie musicale.
Hors Broadway, elle joue et chante entre autres dans West Side Story (1964), La Mélodie du bonheur (1978) et Camelot (1981), et notamment à plusieurs reprises au Melody Top Theatre de Milwaukee (Wisconsin).

## Filmographie

### Au cinéma (intégrale)
(films américains, sauf mention complémentaire)
- 1951 : Le Médium (The Medium) de Gian Carlo Menotti (opéra filmé ; coproduction américano-italienne) de Gian Carlo Menotti : Monica
- 1951 : Si l'on mariait papa (Here Comes the Groom) de Frank Capra : Theresa
- 1953 : Les étoiles chantent (The Stars Are Singing) de Norman Taurog : Katri Walenska
- 1955 : Quand le clairon sonnera (The Last Command) de Frank Lloyd : Consuelo de Quesada
- 1957 : Bagarre à Apache Wells (en) (Duel at Apache Wells) de Joseph Kane : Anita Valdez
- 1957 : Dix Mille Chambres à coucher (Ten Thousand Bedrooms) de Richard Thorpe : Nina Martelli
- 1960 : Cendrillon aux grands pieds (Cinderfella) de Frank Tashlin : La princesse
- 2001 : Friends and Family (en) de Kristen Coury : Stella Patrizzi
- 2001 : The Whole Shebang de George Zaloom (film américano-canadien) : Lady Zito

### À la télévision (sélection)
Séries
- 1959 : La Grande Caravane (Wagon Train)
  - Saison 2, épisode 24 The Conchita Vasquez Story de Jerry Hopper et Aaron Spelling : Conchita Vasquez
- 1960 : Échec et mat (Checkmate)
  - Saison 1, épisode 6 Runaway de Don Medford : Trudy Lumbard / Jennifer Baines / Mary Ann Milford

Téléfilms musicaux
- 1958 : Aladdin de Ralph Nelson : La princesse
- 1967 : Kismet (réalisateur non-spécifié) : Marsinah

## Théâtre musical (sélection)
(comédies musicales, sauf mention contraire)
- 1960 : Rose-Marie, musique de Rudolf Friml et Herbert Stothart, lyrics et livret d'Otto Harbach et Oscar Hammerstein II : Rose-Marie (à Kansas City)
- 1961-1963 : Carnival, musique et lyrics de Bob Merrill, livret de Michael Stewart, d'après le film Lili de 1953, mise en scène et chorégraphie de Gower Champion : Lili (à Broadway)
- 1964 : West Side Story, drame musical, musique de Leonard Bernstein, lyrics de Stephen Sondheim, livret d'Arthur Laurents, chorégraphie originale de Jerome Robbins : Maria (en tournée aux États-Unis)
- 1968 : The Fantasticks, musique d'Harvey Schmidt, lyrics et livret de Tom Jones : Luisa (en tournée aux États-Unis)
- 1968 : Fanny, musique et lyrics d'Harold Rome, livret de S.N. Behrman et Joshua Logan, d'après la trilogie marseillaise de Marcel Pagnol : Fanny (à Milwaukee)
- 1969 : The Most Happy Fella, musique, lyrics et livret de Frank Loesser : Rosabella (à Milwaukee)
- 1970 : Cabaret, musique de John Kander, lyrics de Fred Ebb, livret de Joe Masteroff : Sally Bowles (à Oakdale)
- 1976 : Le Prince étudiant (The Student Prince), opérette, musique de Sigmund Romberg, lyrics et livret de Dorothy Donnelly : Kathie (à Westbury)
- 1978 : La Mélodie du bonheur (The Sound of Music), musique de Richard Rogers, lyrics d'Oscar Hammerstein II, livret d'Howard Lindsay et Russel Crouse : Maria (à Milwaukee)
- 1981 : Camelot, musique de Frederick Loewe, lyrics et livret d'Alan Jay Lerner : La reine Guenièvre (à Milwaukee)

## Récompense
- 1962 : Tony Award de la meilleure actrice dans une comédie musicale, pour Carnival.